# Rady zkušeného ďábla
Rady zkušeného ďábla (orig. The Screwtape Letters) je křesťanské dílo C. S. Lewise, poprvé publikované v roce 1942.

## Popis
Kniha má podobu série dopisů zkušeného pekelného úředníka Zmarchroba (orig. Screwtape) jeho synovci Tasemníkovi (orig. Wormwood), který se teprve učí, jak svádět člověka („pacienta“) ke hříchu a zajistit mu tak věčné zavržení. C. S. Lewis v knize vykresluje sklony a slabosti člověka, jakož i důsledky, kam mohou vést, a nepřímo tak poskytuje čtenáři mnohé informace ohledně křesťanského života a morálky. Jedná se o jednu z nejúspěšnějších Lewisových knih, která byla přeložena do desítek cizích jazyků. V současné době se pracuje na jejím zfilmování. C.S. Lewis tuto knihu věnoval svému příteli J. R. R.Tolkienovi.

### Pokračování
Lewis krátce před smrtí navázal na Rady zkušeného ďábla esejí Přípitek zkušeného ďábla. Volným pokračování díla jsou i knihy Jima Foresta E-maily z pekla a Kennedyho Halla K čertu s rodinou.

## Ukázka z díla
"Teď mě napadá jen jedno. Tvůj pacient je teď pokorný; už jsi ho na to upozornil? Každá ctnost nám připadá méně hrozná, pokud si jí člověk je vědom, a obzvlášť to platí o pokoře. Ve chvíli, kdy bude skutečně chudý v duchu, propašuj do jeho mozku příjemnou myšlenku: „Propánakrále, já jsem pokorný!“, a téměř vzápětí se v něm objeví pýcha – pýcha na vlastní pokoru."